# Macrauchenia
Macrauchenia är ett släkte av utdöda däggdjur som liknade dagens uddatåiga hovdjur men som inte är närmare släkt med dessa. The Paleobiology Database listar sex arter som endast är kända genom fossil från Sydamerika. Arterna dog ut under sen pleistocen för cirka 12 000 år sedan.
Ett av de första fynden gjordes 1834 i Patagonien av Charles Darwin. Liksom andra medlemmar av ordningen Litopterna hade släktets arter en kroppslängd av cirka 3 meter och en mankhöjd av ungefär 1,5 meter.
Den första stora minskningen av arternas bestånd ägde troligen rum för cirka 2,8 miljoner år sedan när de amerikanska delkontinenterna förenades vid Panamanäset. Under denna tid vandrade nya fiender och konkurrenter in från norr. De sista överlevande släktmedlemmarna jagades troligen av förhistoriska människor.